# Jacopo Bellini
Jacopo Bellini (Venecija, oko 1400. – Venecija, između 1470. i 1471.), talijanski ranorenesansni slikar i začetnik venecijanske renesansne slikarske škole.

## Životopis i djela
Jacopo Bellini je bio učenik Gentilea da Fabriana, ali i sljedbenik gotičko-lombardijske tradicije. Pod utjecajima firentinskih majstora u venecijansko slikarstvo unosi nove renesansne elemente. 
Slikao je uglavnom religijske kompozicije kao što su: Navještenje; Majka Božja s Djetetom i dr. 
Sačuvani su mnogi njegovi crteži (oko 300.) s biblijskim temama, scenama iz dvorskog i pučkog života, te krajolici i prikazi arhitekture.
Iz njegove škole potekli su mnogi slikari od kojih su najvažniji njegovi sinovi - Gentile Bellini i Giovanni Bellini.

## Vanjske poveznice
- Jacopo Bellini u "Svjetskoj povijesti umjetnosti".  Arhivirana inačica izvorne stranice od 10. kolovoza 2007. (Wayback Machine)